# Lebendige Seelsorge
Lebendige Seelsorge (Untertitel: Zeitschrift für praktisch-theologisches Handeln) war eine bis 2024 im Echter Verlag (Würzburg) erscheinende Zeitschrift, die sich mit Seelsorge auf der Basis katholischer Theologie befasst.
Sie richtet sich an seelsorgerisch Tätige in kirchlichen Berufen wie auch an Ehrenamtliche und versucht, eine Brücke zwischen theologischer Wissenschaft und praktischer kirchlicher Arbeit zu schlagen. Sie erscheint sechsmal jährlich.

## Gründung und Geschichte
Unter dem Motto „Wir dürfen den Mut haben, profiliertes Zeugnis zu geben“ schuf Prälat Alfons Fischer gemeinsam mit Alfred Weitmann und Josef Schulze 1950 mit der Zeitschrift Lebendige Seelsorge ein Forum, in dem sowohl kirchliche als auch gesellschaftliche Themen ihren Platz fanden.

### BeiheftLebendige Katechese
Von 1979 bis 2003 erschien halbjährlich die Lebendige Katechese (ISSN 0171-4171, Kurztitel nach DIN 1502: LebKat) als Beiheft zur Lebendigen Seelsorge. Danach wurden entsprechende Themen in die Zeitschrift Lebendige Seelsorge integriert.

## Schriftleitung und Redaktion
Schriftleiter der Zeitschrift war von 2004 bis 2021 Erich Garhammer (em. Professor für Pastoraltheologie an der Universität Würzburg). Seit 2022 haben Ute Leimgruber (Lehrstuhl für Pastoraltheologie, Regensburg) und Bernhard Spielberg (Lehrstuhl für Pastoraltheologie, Freiburg) die Schriftleitung inne. Weitere Herausgeber sind Matthias Sellmann (Lehrstuhl für Pastoraltheologie, Bochum), Christian Bauer (Lehrstuhl für Pastoraltheologie, Innsbruck), Katharina Karl (Lehrstuhl für Pastoraltheologie, Eichstätt) und Andrea Qualbrink (Leiterin des Bereichs Pastoralentwicklung, Bistum Essen). Redakteurin von 2004 bis 2005 war Christine Hober, Redakteur von 2006 bis 2007 war Stefan Weigand. Redakteurin von 2008 bis 2015 war Astrid Schilling, von 2016 bis 2019 Elisabeth Hasch. Redakteur von 2020 bis 2024 war Andreas Feige, Mitarbeiter am Lehrstuhl für Pastoraltheologie der Universität Freiburg.